# Alimentation à base d'animaux morts sur la route

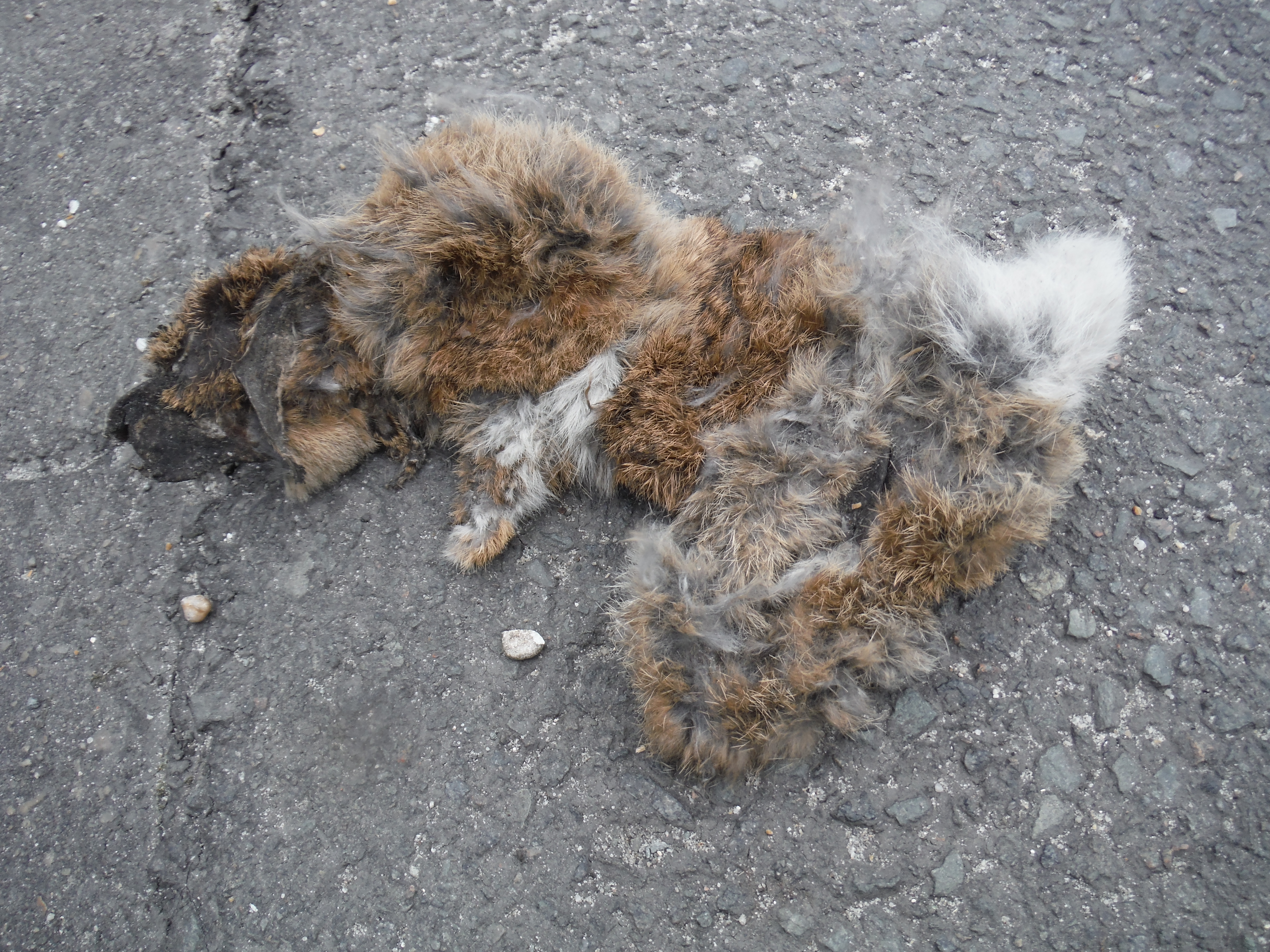
Animal mort sur la route dans la banlieue de Bordeaux, dans un état impropre à la consommation

 L'alimentation à base d'animaux morts sur la route (communément appelée Roadkill Cuisine dans les pays anglophones) désigne toute préparation comestible pour laquelle l'ingrédient principal est un cadavre d'animal mort trouvé sur le bas-côté d'une route.
Cette pratique est considérée comme une sous-culture engagée qui concerne principalement les États-Unis, le sud du Canada, le Royaume-Uni mais qui est observée partout dans le monde, bien qu'elle soit illégale dans bon nombre de pays comme la France. Cette sous-culture alimente un bon nombre de légendes urbaines et est un sujet propice à l'humour.
Les animaux concernés par cette pratique sont divers, allant de l'animal de grand taille comme le cervidé ou l'ours, jusqu'à l'animal de petite taille comme le hérisson, le lapin, l'écureuil, l'opossum ou le raton laveur et des oiseaux. La viande relativement fraîche est privilégiée : l'état de décomposition et la présence de vers sont pris au sérieux, raison pour laquelle la viande est cuisinée très cuite.
Les avantages de cette cuisine, hormis son piètre coût, sont que la charogne de l'animal mort est, comme toute viande, naturellement riche en vitamines et en protéines animales, qu'il s'agit de viande avec un apport plus faible en acide gras saturé. La viande est en général sans trace de médicaments ou d'additifs.
Environ 1,3 million de cervidés sont percutés chaque année sur les routes aux États-Unis. Si l'animal meurt sur le coup, sa viande n'est guère différente de celle obtenue pendant la chasse. Aux États-Unis, pays phare de la pratique, la juridiction est variable d'un État à l'autre, certains encourageant la pratique, d'autres l'autorisant seulement, d'autres l'encadrant avec une législation stricte, et d'autres l'interdisant complètement. Ce mode d'alimentation est perçu dans la culture populaire comme assimilé à la culture Redneck, dégoûtant et sujet à moqueries.

## Préparation

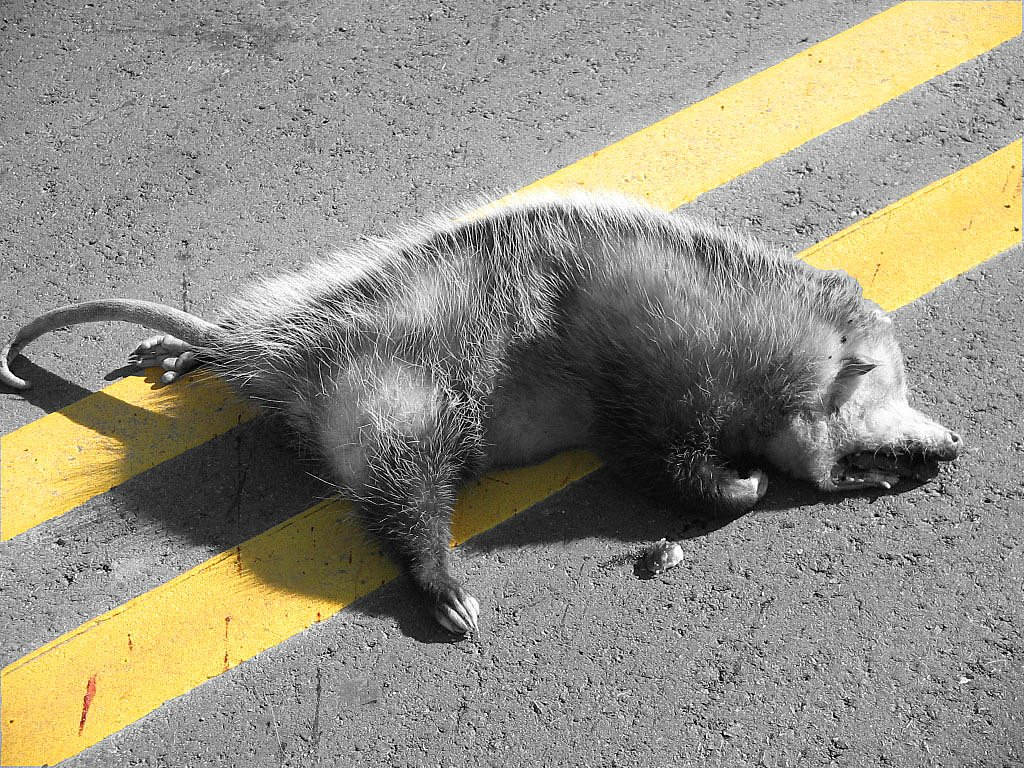
Opossum à Kansas City, dans le Missouri

Au Royaume-Uni, de nombreux plats peuvent être préparés avec des viandes de blaireau, hérisson, loutre, rat ou faisan. D'autres plats peuvent être préparés, à base de renard ou de hérisson avec une fricassée.
Le hérisson était traditionnellement rôti avec un pudding d'ortie. 
Le rat doit être évité en raison des risques que l'animal soit atteint de leptospirose.
Il existe une grande diversité d'état de cadavres, allant de l'animal percuté et mort sur le coup sans que le corps ne soit écrasé, à un cadavre complètement écrasé. Un exemple entre ces deux cas extrêmes serait celui d'un faisan qui a traversé une route et s'est fait écraser la tête, laissant le corps intact et propre à la consommation. 
Comme guide de la comestibilité, le mnémonique "A quel point le cadavre est-il frais ? A quel point est-il écrasé ?" permet de se rappeler des deux caractéristiques principales permettant de vérifier à première vue si un cadavre est propice ou non à sa consommation.

## Présence par pays

### France
En France, la loi différencie les espèces protégées et les espèces dites « chassables ». Le transport de grand gibier tué accidentellement et en tout temps à la suite d’une collision avec un véhicule automobile est encadré par l'article L.424-9 du Code de l’Environnement, qui prévoit que demande soit faite auprès de la gendarmerie ou de la police nationale, laquelle détermine si le cadavre entier ou la partie d’animal sauvage est suspect ou non d’être infecté par des maladies transmissibles aux êtres humains ou aux animaux.
Cependant, ces produits sont généralement pris en charge, quand ils sont collectés, par le service public de l'équarrissage (SPE). Il s'agit d'animaux sauvages trouvés morts en bord de route qu'ils soient classés gibier, nuisible ou autre, des animaux sauvages dont la destruction est ordonnée par l'administration (gestion des nuisibles tels les ragondins). Ces matières relèvent donc du SPE, même si in fine elles sont envoyées en usine de transformation agréée de catégorie 1 à des fins d'élimination.

### États-Unis

#### Alaska
En Alaska, la pratique est autorisée mais encadrée par l'article 17-319 qui prévoit qu'une demande soit faite auprès d'un officier de police présent sur le lieu de l'accident dans le cas où l'animal tué serait un gibier de grande taille.

### Finlande
En Finlande, tout animal découvert déjà mort sur la route est considéré comme déchet non comestible. Cependant, si une collision a lieu avec un cervidé ou un ours, la viande est examinée par la police puis mise aux enchères.

## Valeurs nutritionnelles
Les animaux sauvages donnent une viande plus faible en calories et en acides gras saturés que la viande domestique alors qu'elle contient plus d'Omega-3 et moins de matières grasses,.
Valeurs nutritives pour 100 grammes (environ 3,5 onces) de viande maigre et maigre :
|                                 | Calories kcal | Protéines (grammes) | Lipides (grammes) | Dont acides gras saturés (grammes) | Cholestérol (mg) |
| ------------------------------- | ------------- | ------------------- | ----------------- | ---------------------------------- | ---------------- |
| Antilocapra americana[10]       | 117           | 22.4                | 2.5               |                                    | ?                |
| Blaireau                        |               |                     |                   |                                    |                  |
| Ours noir, cuit[9]              | 163           | 20.1                | 8.3               |                                    | ?                |
| Castor[11]                      | 146           | 24.1                | 4.8               |                                    |                  |
| Bison[10]                       | 104           | 21.9                | 1.4               |                                    | 62               |
| Biche[12]                       | 121           | 23.5                | 2.4               | 1.2                                |                  |
| Cerf mulet[10]                  | 119           | 22.6                | 2.7               |                                    | 107              |
| Cerf[10]                        | 112           | 22.4                | 2.0               |                                    | 67               |
| Cuisse de grenouille[12]        | 73            | 16.5                | 0.3               | 0.0                                |                  |
| Marmotte[12]                    | 221           | 30.6                | 10.6              | 1.2                                |                  |
| Hérisson                        |               |                     |                   |                                    |                  |
| Kangourou[13]                   | 98            | 22.0                | 1.0               |                                    | 23               |
| Opossum[12]                     | 221           | 30.6                | 10.6              | 1.2                                |                  |
| Faisan[11]                      | 133           | 23.6                | 3.0               | 1.2                                | 66               |
| Caille (poitrine sans peau)[12] | 122           | 22.3                | 3.5               | 1.2                                |                  |
| Lapin[12]                       | 114           | 22.3                | 2.4               | 1.2                                |                  |
| Raton laveur[12]                | 211           | 24.7                | 11.8              | 3.5                                | 82               |
| Écureuil[12]                    | 119           | 21.2                | 3.5               | 0.0                                |                  |
| Dinde (wild - white meat)[12]   | 158           | 21.2                | 7.1               | 2.4                                |                  |
| Tortue[12]                      | 89            | 20.0                | 0.6               | 0.0                                |                  |
| Bœuf (range-grazed)[10]         | 112           | 21.8                | 2.4               |                                    | 72               |
| Bœuf (nourri au grain)[10]      | 136           | 21.7                | 5.0               |                                    | 75               |